# 艾斯美道
艾斯美道是加拿大安大略省多倫多士嘉堡的一條東西向主要道路。該道路西始維多利亞公園路，是連接它與約妙斯道的柏活村徑的延續。它的盡頭是京士頓道，位於芳草谷道的東邊。

## 歷史
艾斯美道最初是原士嘉堡鎮的第一個特許道路（1850-1967）。一個被稱為艾斯美的小村莊于1840年代建立（於1853年成為郵政村），該道路因此得名。該村莊則以貝治芒道與堅尼地道之間的艾斯美-史丹頓小學（Ellesmere-Statton Elementary School；可能源自英格蘭史樂郡艾斯美鎮）命名。
自第二次世界大戰以來，城市發展以及401號省道（橫跨艾斯美道與雪柏路之間的士嘉堡）的鄰近，使其成為一條主要路線。20世紀60年代初，它通過柏活村徑與約妙斯道連接。
最初的路線直到20世紀60年代中期才通過軍事徑（Military Trail）繞過高地溪；新道路（沿原來的特許道路）可通往兆康醫院及多倫多大學士嘉堡分校。
401號及2A號省道以及Port Union Road地區的拓寬工程於20世紀70年代截斷了東端。
1973年，在士嘉堡購物中心啟用之前，艾斯美道被拓寬為冰梨道與麥高雲道之間的一條林蔭大道。

## 運輸
多倫多公車局的主要巴士路線是95號約妙斯道巴士線及321號約妙斯道-尼信道深宵巴士線。133號尼信道巴士線及38號高地溪巴士線也在艾斯美道運行，分別從輕鐵士嘉堡中心站開往尼信道及軍事徑。
士嘉堡輕鐵艾斯美站位於堅尼地道與美蘭路之間。需要換乘並步行一小段距離才可乘搭95號巴士。